# Jones (patronyme)
Pour les articles homonymes, voir Jones.
Cette page présente le nom de famille Jones ainsi que ses variantes.
Jones est l'un des noms de famille les plus courants dans le monde anglophone.

## Étymologie
Jones est basé sur le prénom John suivi du cas possessif (ou génitif), que l'on trouve dans d'autres noms comme Edwards, Peters, Richards, Williams, etc.
Il est l'équivalent de Johnson, basé comme lui sur John, mais aussi de Johanson, Jansen dans des langues germaniques proches.

## Origine
C'est un nom d'origine galloise, apparu au quinzième siècle lors de l'anglicisation des noms gallois, autrefois patronymiques. Ainsi par exemple, John ap John (« John, fils de John ») est devenu John Jones. Jones demeure le nom de famille le plus courant au pays de Galles,,.